# Тулпар (мини-футбольный клуб)
«Тулпа́р» (каз. Тұлпар) — казахстанский мини-футбольный клуб из города Караганда. Профессиональный клуб был расформирован в 2016 году и вернулся обратно в 2024 году.

## История
МФК «Тулпар» основан в 2001 году в Караганде. С того же года участвует в чемпионате Казахстана по мини-футболу. По количеству титулов «Тулпар» является вторым клубом страны после алма-атинского «Кайрата».
В сезоне 2003—2004 годов «Тулпар» впервые в своей истории выиграл Кубок страны.
В феврале 2006 года «Тулпар» снялся с чемпионата, протестуя против предвзятости по отношению к клубу со стороны судей и руководства департамента футзала, лоббирующих интересы «Кайрата». Клуб пропустил и следующий сезон.
В 2007 году «Тулпар» объединился с карагандинским клубом «Икар» и заявился в чемпионат под названием «Икар-Тулпар». Двукратный обладатель Суперкубка Казахстана. В 2011 году обыграл по сумме двух матчей алма-атинский «Кайрат».
До начала 2013 года главный тренер команды Амиржан Муканов являлся также тренером национальной сборной страны. Фактически, клуб является базовым для сборной Казахстана.

## Достижения
- Серебряный призёр чемпионата Казахстана (9) — 2002/03, 2003/04, 2004/05, 2009/10, 2010/11, 2011/12, 2012/13, 2013/14, 2014/15.
- Бронзовый призёр чемпионата Казахстана (1) — 2008/09.
- Обладатель Суперкубка Казахстана (2) — 2010, 2011.
- Обладатель Кубка Казахстана (3) — 2003/04, 2010/11, 2011/12.
- Финалист Кубка Казахстана (3) — 2008/09, 2014/15, 2015/16.